# Oingo Boingo
Oingo Boingo — американская нью-вейв-группа, основанная Дэнни Эльфманом в 1979 году. Группа произошла от сюрреалистической музыкально-театральной труппы The Mystic Knights of the Oingo Boingo, которой Эльфман руководил предыдущие годы. Тринадцать альбомов группы входили в Billboard 200. Наивысшее достижение группы в Billboard Hot 100 — #45 («Weird Science», 1985).
Oingo Boingo были известны своими энергичными живыми концертами и экспериментальной музыкой, которую можно охарактеризовать как смесь рока, ска, поп и мировой музыки. Группа существовала 17 лет, при этом меняя различные жанры и состав. В качестве рок-группы Oingo Boingo начинала как нью-вейв-октет под влиянием ска и панка, достигнув значительной популярности в Южной Калифорнии. В середине 1980-х группа сменила состав и перешла на более поп-ориентированный стиль, пока в 1994 году жанр не изменился в сторону альтернативного рока. С этого момента название было сокращено до просто Boingo, а клавишники и духовые были исключены.
Группа ушла в отставку после прощального концерта на Хэллоуин 1995 года, для которого они вернулись к названию Oingo Boingo и вернули духовую секцию.
После распада Oingo Boingo в 1996 году Дэнни Эльфман начал успешную сольную карьеру, прославившись в качестве автора музыки к фильмам, в частности — режиссёра Тима Бёртона.

## История

### The Mystic Knights of the Oingo Boingo (1972—1979)
См. также The Mystic Knights of the Oingo Boingo в английском разделе.
The Mystic Knights of the Oingo Boingo начинали как труппа уличного театра в Лос-Анджелесе, основанная Ричардом Эльфманом. Название было навеяно вымышленным тайным сообществом сериала Amos 'n' Andy The Mystic Knights of the Sea. В этой версии группы одновременно выступало до 15 исполнителей, игравших на более чем 30 инструментах, включая некоторые самодельные, изготовленные самими участниками.
Дэнни Эльфман присоединился к группе в 1974 году, а затем стал её лидером. Группа постепенно отошла от своей уличной театральности и превратилась в музыкально-театральную. Коллектив исполнял эклектичный репертуар в диапазоне от каверов песен Кэба Кэллоуэя до инструменталов в стиле балийского гамелана и русской балетной музыки, а затем и оригинальных песен Дэнни Эльфмана. В 1976 году в качестве одного из директоров группы присоединился гитарист Стив Бартек.

### Период I.R.S. и A&M (1979—1984)

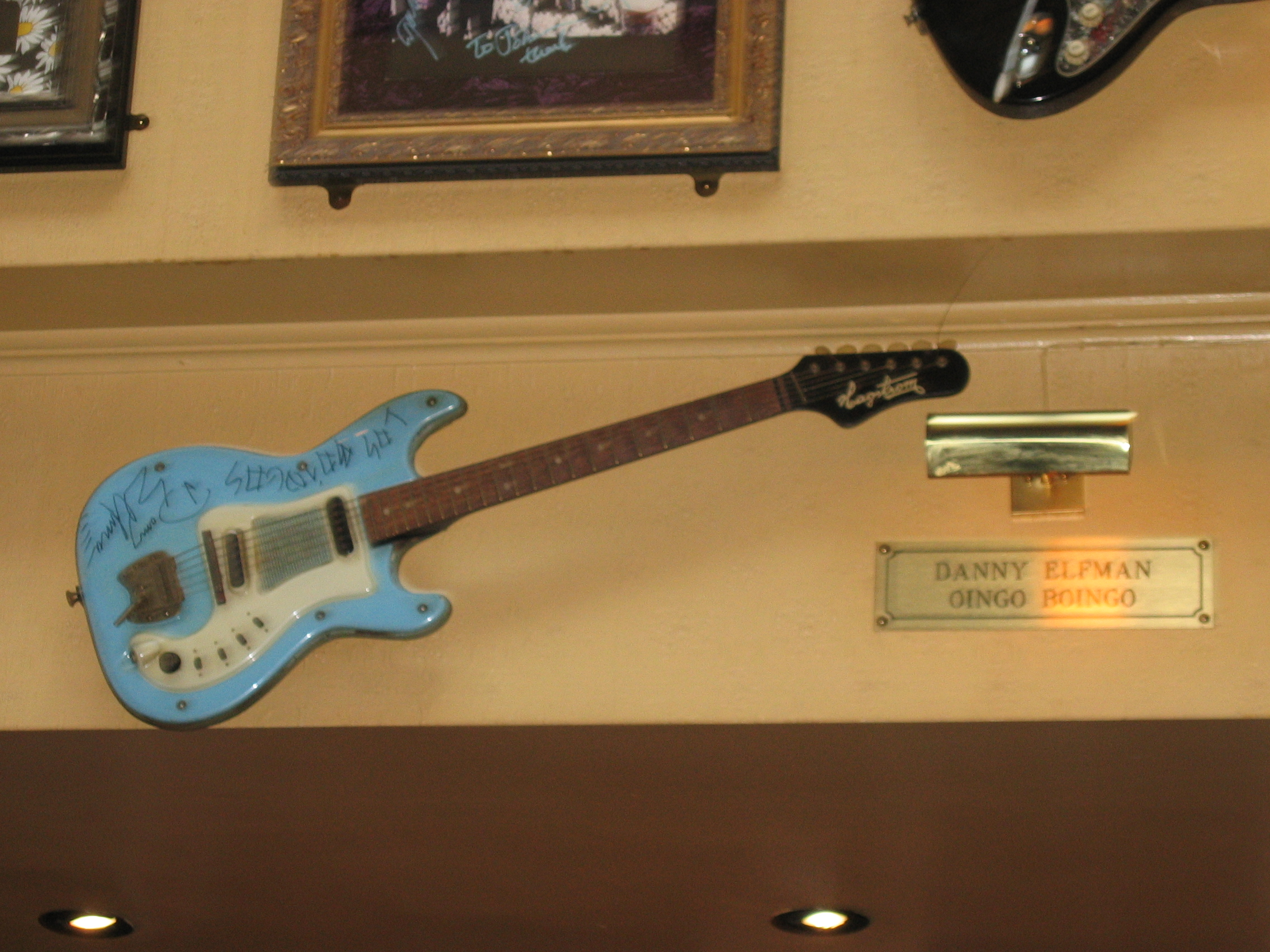
Гитара Дэнни Эльфмана во времена Oingo Boingo в Hard Rock Cafe, Монреаль

В 1979 году Дэнни Эльфман реформировал коллектив как отдельную рок-группу под новым названием Oingo Boingo, после чего большинство участников покинули её. Стив Бартек и трое духовиков; Дэйл Тёрнер, Сэм 'Слагго' Фиппс и Леон Шнейдерман продолжили работу в новой группе. Были даны различные причины для перезапуска группы, в частности появившиеся новые музыкальные интересы Дэнни и сокращение потребности в транспортировке и настройке нескольких сценических декораций и реквизитов. Эльфман заявил, что этот сдвиг был вдохновлён 2 Tone-группами The Specials, Madness и the Selecter, нью-вейв-группой XTC, а также «энергией и скоростью» панка.
Для некоторых ранних выступлений во время реформации группа использовала сокращённое название The Mystic Knights (в частности под ним прозвучала песня «Don’t Go in the Basement» в короткометражке Салли Круиксшенк «Face Like a Frog»). Название Oingo Boingo было принято в 1979 году, после чего их ранняя песня «I’m Afraid» вошла в сборник Rhino Records лос-анджелесских рок и нью-вейв-групп, L.A. In.
В то же время группа выпустила ограниченным тиражом миньон Demo EP, предназначенный для распространения среди радиостанций и представителей лейбла A & R, с целью заключить контракт. Усилия окупились, поскольку запись привлекла внимание IRS Records, которая в 1980 году выпустила пересмотренную версию миньона Oingo Boingo.
Теперь группа оформилась в виде октета: Дэнни Эльфман на вокале и ритм-гитаре; Стив Бартек на соло-гитаре; Ричард Гиббс на клавишных; Керри Хатч на бас-гитаре, а также Джонни «Ватос» Эрнандес на ударных и Леон Шнейдерман, Сэм "Слагго" Фиппс и Дейл Тёрнер на духовых. Ранний успех к группе пришёл в 1980 году с песней «Only a Lad» из одноимённого мини-альбома. Песня часто проигрывалась на лос-анджелесской радиостанции KROQ-FM.
После регионального успеха Oingo Boingo EP, в 1981 году на A&M Records группа выпустила дебютный полноформатный альбом, также названный Only a Lad. В 1982 и 1983 году вышли альбомы Nothing to Fear и Good for Your Soul.
В 1984 году басист Керри Хатч и клавишник Ричард Гиббс покинули группу, чтобы сформировать недолговечную группу Zuma II , после чего Oingo Boingo ушли на временный перерыв, хотя в то время об этом не было известно публично. Позже Эльфман утверждал, что два ушедших участника «потеряли дух», но заявил: «Я никогда не могу никого обвинять в потере духа. Очень трудно быть ансамблем из восьми человек, исполняющим то, что в то время было некоммерческой музыкой».

### Годы на MCA (1984—1992)
Эльфман использовал перерыв 1984 года как возможность выпустить сольный альбом, который был продюсирован совместно со Стивом Бартеком, а остальные участники Oingo Boingo вернулись в качестве сессионных музыкантов. В конце того же года это было выпущено под названием So-Lo. В это время Майк Гормли, новый менеджер, недавно покинувший позицию вице-президента по рекламе/пиару и помощника председателя A&M Records, договорился об уходе группы из-под лейбла и подписал контракт с MCA Records.
После выхода So-Lo, Oingo Boingo вернулись к выступлениям с новым басистом Джоном Авилой и клавишником Майком Бачичем. Первым релизом нового состава стал Dead Man’s Party, вышедший в 1985 году. Альбом ознаменовался заметным изменением в сторону более популярного стиля написания песен и продюсирования и стал самой коммерчески успешной записью группы. Самой популярной песней в the Billboard Hot 100 стала «Weird Science», написанная для одноимённого фильма Джона Хьюза.
В начале и середине 1980-х годов группа появилась в нескольких саундтреках к фильмам, в том числе в фильме «Снова в школу» в 1986, исполнив песню «Dead Man’s Party». Саундтрек к фильму «Мальчишник» включал в себя песню, написанную Эльфманом и не вошедшую в какой-либо альбом Oingo Boingo, «Something Isn’t Right».
В тот же период Дэнни Эльфман также активно начал записывать музыку к фильмам, начиная с «Большого приключения Пи-Ви» 1985 года. Он продолжал сочинять музыку практически ко всем фильмам Тима Бертона. Гитарист Стив Бартек делал оркестровку к большей части музыки Эльфмана для кино и телевидения.
В 1987 году вышел альбом BOI-NGO. После этого Бачич был заменён новым клавишником Карлом Грейвсом. Релиз 1988 года Boingo Alive включал «концертные» перезаписи песен предыдущих альбомов на студийной сцене, а также новую песню, «Winning Side». Этот новый трек также был выпущен в качестве сингла и занял 14 место на радиостанциях США Modern Rock.
В 1990 году группа выпустила свой седьмой студийный альбом, Dark at the End of the Tunnel, включающий более мягкие песни, чем любой предыдущий релиз, включая синглы «Out of Control» и «Flesh 'N Blood».

### Последние годы (1993—1995)
Oingo Boingo продолжали регулярно выступать вживую, особенно с ежегодными хэллоуинскими концертами в Irvine Meadows и Universal Amphitheatre. После короткого перерыва в 1992 году, в течение которого Эльфман был занят, сочиняя музыку к фильмам, группа вернулась в 1993 году с совершенно другим, хард-роковым музыкальным направлением и дебютировала с новым материалом, таким как «Insanity», «Helpless» и прежде не издававшейся песней «Did It There». В течение этих лет группу часто сопровождал концертный оркестр под руководством Бартека, в котором выступала виолончелистка Фреда Сейкора, а также так называемый «Sad Clown Orchestra», обеспечивающий время от времени аккордеон и цирковую перкуссию.
В том же году Oingo Boingo начали записывать материал для восьмого студийного альбома на новом лейбле Giant Records. Сессии затянулись, когда Эльфман стал активно заниматься написанием музыки для мультфильма Тима Бертона «Кошмар перед Рождеством» Из этого периода, Эльфман позже будет говорить, что, спустя более 15 лет, он начал терять свою страсть к группе.
В 1994 году группа утвердила свой новый музыкальный стиль и сократила своё название до «Boingo». Присоединился гитарист Уоррен Фитцджеральд, в то время как клавишник Карл Грейвс и трое духовиков были уволены. Это был единственный год, когда группа гастролировала без духовой секции.
Ранее готовый альбом был завершён новым составом из пяти человек и включал в себя оркестровую инструментальную технику и несколько песен, сыгранных в студии впервые в истории группы. В итоге в 1994 году был издан альбом Boingo, ставший последним студийным альбомом группы.
В 1995 году было объявлено, что Boingo будут распущены после 17 лет. Тогда же группа отправилась в «прощальный» тур, вернув оригинальную духовую секцию и прежнее название Oingo Boingo. Последнее выступление состоялось в Хэллоуин в Universal Amphitheatre. Этот концерт был снят и выпущен в виде концертного альбома и DVD.
25 июня 2019 года The New York Times Magazine назвал Oingo Boingo среди сотен исполнителей, чей материал, как сообщается, был уничтожен во время пожара в Universal Studios Hollywood 2008 года, что, вероятно, отразилось на записях периодов A & M и MCA после их слияния в рамках UMG.

## Участники

### Последний состав[21]
- Леон Шнайдерман — баритон и альт-саксофоны (1972—1995)
- Дейл Тёрнер[англ.] — труба, тромбоны (1972—1995)
- Сэм «Слагго» Фиппс[англ.] — тенор- и сопрано-саксофоны (1973—1995)
- Дэнни Эльфман — вокал, ритм-гитара (1974—1995)
- Стив Бартек — соло-гитара, бэк-вокал (1976—1995)
- Джонни «Ватос» Эрнандес — барабаны, перкуссия (1978—1995)
- Джон Авила[англ.] — бас-гитара, бэк-вокал (1984—1995)
- Уоррен Фитцджеральд[англ.] — гитара, бэк-вокал (1994—1995)

## Дискография

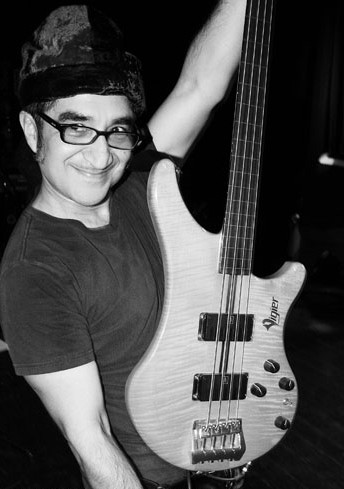
Джон Авила, один из участников группы

### Альбомы
- Only a Lad (1981)
- Nothing to Fear (1982)
- Good for Your Soul (1983)
- So-Lo (1984)
- Dead Man’s Party (1985)
- Boi-ngo (1987)
- Dark at the End of the Tunnel (1990)
- Boingo (1994)

## Фильмография

### The Mystic Knights of the Oingo Boingo
- Mr. Sycamore
- Запретная зона (Forbidden Zone)
- Hot Tomorrows

### Oingo Boingo
- Longshots
- Urgh! A Music War (1981)
- Fast Times at Ridgemont High (1982)
- Good Morning, Mr. Orwell (1984)
- Bachelor Party (1984)
- Weird Science (1984)
- Back to School (1986)
- Donnie Darko (2001)